# Francesco Vegezzi Bossi
Francesco Vegezzi Bossi (1870 – 1943) è stato un organaro italiano.
Figlio di Giacomo (1825-1883), è stato assieme al fratello Carlo I (1858-1927) tra i principali fautori della riforma organaria italiana tra il XIX e XX secolo. Sulla scia degli ideali scaturiti dal Movimento Ceciliano, la dinastia dei Vegezzi-Bossi fu attiva in primo piano nel processo di rinnovamento dell'organo italiano, con centinaia di strumenti dallo spirito internazionale che, superando i limiti degli organi ottocenteschi, potevano competere a pieno diritto con l'organaria d'oltralpe.
Attingendo all'ideale estetico-sonoro degli strumenti di Francia e Inghilterra specialmente, Francesco realizzò in Italia strumenti di notevole pregio che mediano tra l'innovazione fonica di stampo romantico-sinfonico, decisiva nell'intonazione dei fondi e delle ance, e le radici della tradizione organaria italiana (principale, ripieno).
Egli sperimentò in particolare la trasmissione pneumatico-tubolare, che permetteva la costruzione di strumenti sempre più grandi e ampliava le potenzialità timbriche, alleggerendo oltretutto lo sforzo esecutivo dell'organista. Dopo aver inizialmente collaborato a Torino con il fratello, Francesco diede poi vita con la moglie Annetta Vittino a una propria ditta autonoma "Vegezzi-Bossi/Vittino" con laboratorio a Centallo (CN).